# أنطونيو سانشيز (سياسي)
أنطونيو سانشيز هو سياسي فلبيني، ولد في 1949 في الفلبين.